# Tipo 076
El muelle para helicópteros de aterrizaje (LHD) Tipo 076 (en chino: 076型两栖攻击舰) es una clase de buque de asalto anfibio chino en fase de planificación para la Armada del Ejército Popular de Liberación.  En comparación con el Tipo 075, se espera que el Tipo 076 tenga una catapulta de aviones electromagnética y un equipo de detención para operar aeronaves de ala fija, probablemente vehículos aéreos de combate no tripulados (UCAV).

## Diseño
HI Sutton de Forbes cree que el Tipo 076 tendrá una cabina de vuelo de cuerpo entero. Es probable que el barco opere helicópteros y UCAV; Los UCAV Hongdu GJ-11 y Flying Dragon-2 pueden ser candidatos. También se puede incluir una cubierta de pozo.

## Desarrollo
A mediados de 2020, se descubrieron en Internet solicitudes de propuestas (RFP) asociadas con el Tipo 076. Las especificaciones de las RFP eran para una turbina de gas de 21 megavatios y centrales eléctricas diésel, un sistema de energía integrado de corriente continua de voltaje medio y una cubierta de pozo. El equipo de aviación especificado incluía una "cubierta UAV", un elevador de municiones, un elevador de cabina de vuelo de 30 toneladas, una catapulta electromagnética y un equipo de detención.